# Damla Colbay

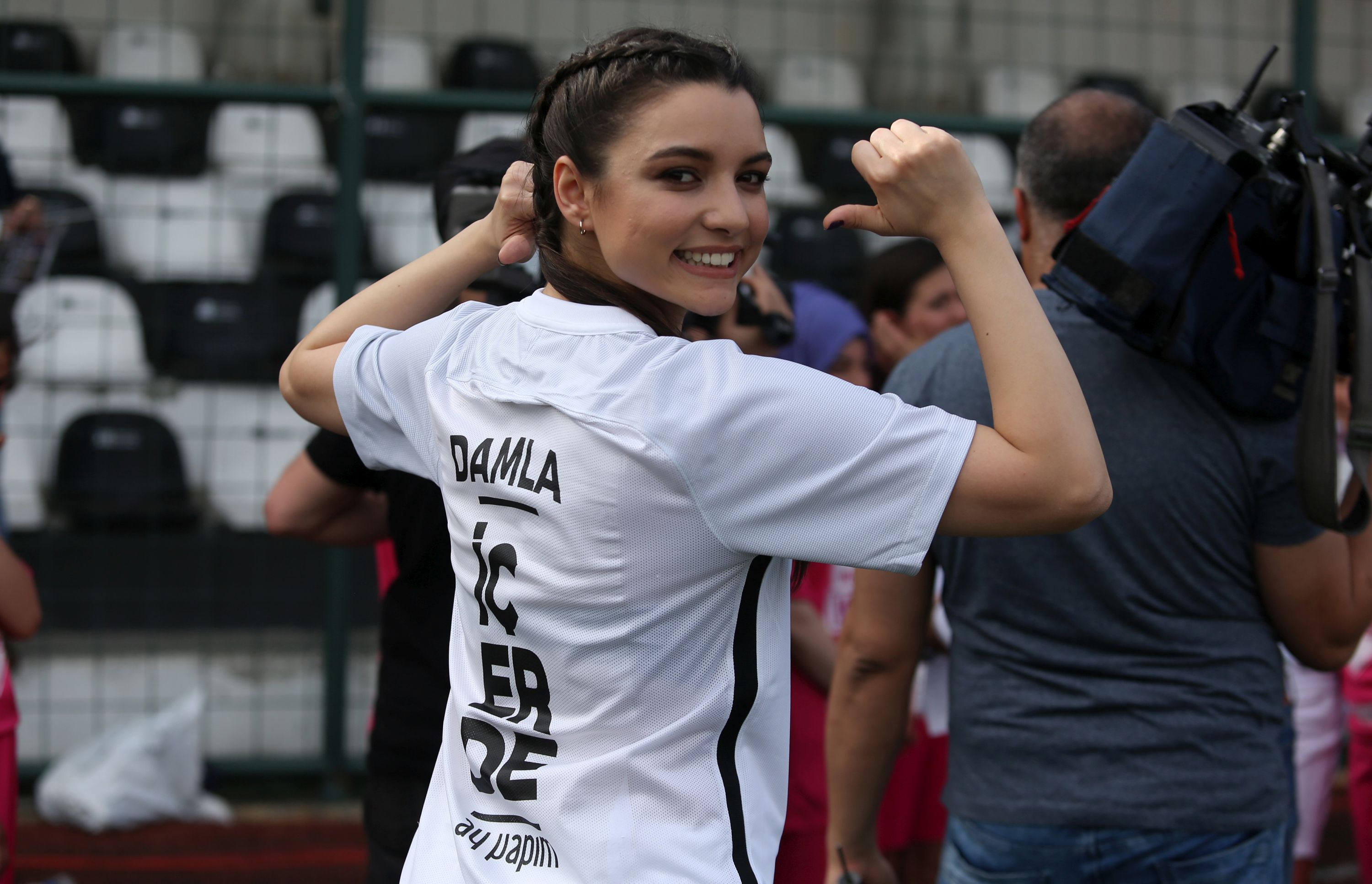
Damla Colbay, 2017

Damla Colbay (* 14. Januar 1993 in Izmir) ist eine türkische Schauspielerin.

## Leben und Karriere
Colbay wurde am 14. Januar 1993 in Izmir geboren. Sie verbrachte ihre Kindheit in Karşıyaka und zog 2013 nach Istanbul. Colbay studierte an der Dokuz Eylül Üniversitesi in İzmir. Ihr Debüt gab sie 2014 in der Fernsehserie Kara Para Aşk. Ihre erste Hauptrolle bekam Colbay 2015 in Hayat Mucizelere Gebe. Wegen schlechter Einschaltquoten wurde die Serie 2016 nach sieben Folgen eingestellt. 
Danach spielte sie in İçerde mit. Die Serie hatte hohe Einschaltquoten und wurde 2016 und 2017 zu einer der erfolgreichsten Serien in der Türkei. Außerdem brach die Serie den Rekord als meistgesehene türkische Serie auf YouTube. Die erste Folge erreichte im Juli 2017 11,6 Millionen Aufrufe. Seit 2022 spielte Colbay in Yalnız Kurt in der Hauptrolle.

## Filmografie
Serien
- 2014–2015: Kara Para Aşk
- 2015–2016: Hayat Mucizelere Gebe
- 2016–2017: İçerde
- 2019: Zengin ve Yoksul
- 2019–2021: Hekimoğlu
- 2022: Yalnız Kurt